# 斯托本 (緬因州)
斯托本（英語：Steuben）是一個位於美國緬因州華盛頓縣的鎮。

## 人口
根據2020年美國人口普查的數據，斯托本的面積為193.70平方千米，當中陸地面積為111.30平方千米，而水域面積為82.40平方千米。當地共有人口1129人，而人口密度為每平方千米6人。